# Gaio Ateio Capitone
Gaio Ateio Capitone (in latino Gaius Ateius C. f. Capito; 38 a.C. – 22) è stato un giurista romano dell'età augustea.

## Biografia
Figlio di Gaio Ateio Capitone, tribuno della plebe nel 55 a.C., divenne il più insigne giurista della prima età imperiale insieme al suo più famoso rivale, Marco Antistio Labeone, dal quale si differenziava sia per le opinioni politiche, sia nell'ambito più specifico della giurisprudenza.
I due rivali fondarono le due più importanti scuole di diritto della Roma antica, caratterizzate da un differente approccio al diritto (Cfr. D.1.2.2.47): 
- la scuola dei Sabiniani, fondata da Ateio Capitone, si distingueva per un atteggiamento più innovatore nei confronti del diritto da parte dei suoi adepti.
- la scuola dei Proculiani, fondata da Labeone, caratterizzata da un atteggiamento maggiormente conservatore rispetto al diritto.

Non meno differenti erano le opinioni dei due riguardo alla politica: Labeone si dimostrò più conservatore e difensore degli ideali repubblicani, Capitone aderì precocemente al nuovo ordine costituzionale romano legandosi ben presto ad Augusto. Le sue idee politiche gli garantirono il favore dell'imperatore che lo ricompensò facendolo accedere al consolato (sebbene solo come consul suffectus) all'età di 43 anni, nel 5 d.C.
Tacito ci fornisce un giudizio alquanto negativo di Capitone, proprio in raffronto al rivale Labeone: 
(Annales, III, 76)

### Opere
Tutte le opere di Capitone sono andate perdute e se ne conosce solo il loro titolo attraverso la citazione di autori della tarda antichità.
- De pontificio iure ("Sulla legge del pontificato"), di almeno sei libri;
- De iure sacrificiorum ("Sulle leggi sacrificali");
- Coniectanea ("Varie"), almeno nove libri su tematiche varie;
- De officio senatorio ("Sul ruolo senatorio")
- Un'opera il cui titolo è sconosciuto sugli auguri;
- Epistulae ("Lettere").